# Hybanthus attenuatus
Hybanthus attenuatus är en violväxtart som först beskrevs av Alexander von Humboldt och Bonpl., och fick sitt nu gällande namn av G. K. Schulze. Hybanthus attenuatus ingår i släktet Hybanthus och familjen violväxter. Inga underarter finns listade i Catalogue of Life.